# Здание таможни и пакгауза Выборгского морского порта
Здание таможни и пакгауза Выборгского морского порта — административное и складское здание в Выборге, построенное для нужд порта в 1898 году по проекту архитектора Брюнольфа Бломквиста. Расположенный на улице Южный Вал в центре города Выборга трёхэтажный дом в духе неоренессанса включён в перечень памятников архитектуры.

## История

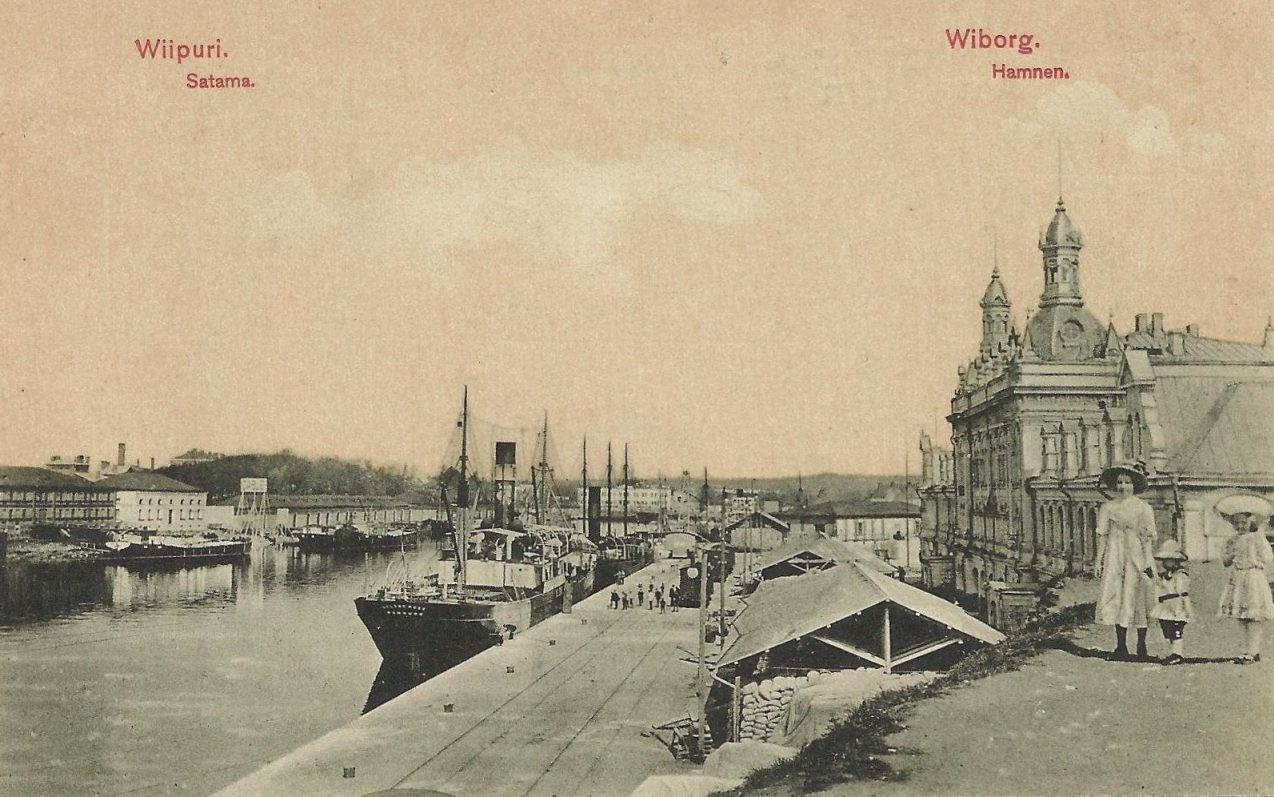
Первоначальный вид

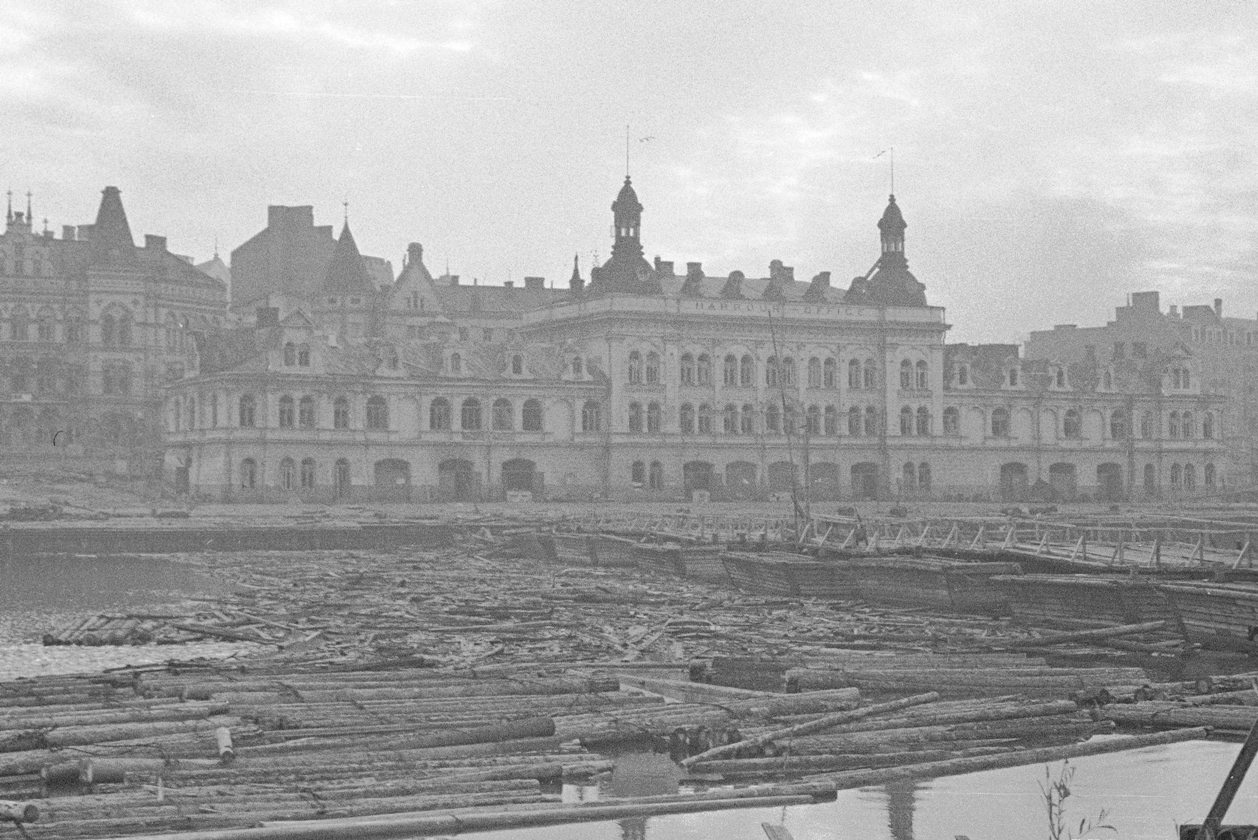
Военный понтонный мост у причала в 1941 году

С открытием в 1856 году Сайменского канала резко ускорилось развитие Выборгского порта. А после открытия в 1870 году железнодорожной линии Санкт-Петербург — Гельсингфорс количество судов, заходящих в порт, ещё более увеличилось. Бурное развитие экономики Выборга во второй половине XIX века сопровождалось ростом объёмов строительства каменных зданий. В соответствии с разработанным в 1861 году выборгским губернским землемером Б. О. Нюмальмом планом были снесены устаревшие укрепления Каменного города и Рогатой крепости, память о которых сохранилась в названиях прибрежных улиц Северный Вал и Южный Вал, и расширены морские причалы, насыпанные на территории, отвоёванной у залива. В решении задачи формирования привлекательного морского фасада средневековых городских кварталов путём застройки этих улиц деятельное участие приняли архитекторы Э. Диппель и Б. Бломквист, спроектировавшие несколько зданий, оформленных с использованием элементов разных архитектурных стилей средневековой Европы с заметным влиянием романтических традиций неоготической и неоренессансной архитектуры (таких, как Выборгская ратуша, дом Векрута, дом Вольфа и дом АО «Торкель»). 
В 1898 году у причалов Южной гавани по проекту Б. Бломквиста было возведено здание портового управления, таможни и пакгаузов, занявшее важное место в морской панораме Выборга. Так как причалы появились на искусственно созданной территории, то рельеф застроенного участка довольно сложный, с резким обрывом вниз. Поэтому административное здание, протянувшееся на сто метров вдоль улицы Южный Вал, со стороны улицы двухэтажное, а со стороны причала — трёхэтажное. В художественном оформлении фасада было использовано множество элементов, заимствованных архитектором у мастеров шведско-немецкого Возрождения: таких, как возвышающиеся над крышей треугольные щипцы и пилястры, визуально объединяющие верхние этажи под высокой крышей, прорезанной круглыми мансардными окошками. Центральную часть фасада венчали две внушительные симметричные башенки, гармонично сочетавшиеся с готическими щипцами доходного дома АО «Торкель». По мнению исследователя А.С. Мысько, здание стало самым интересным творением Б. Бломквиста.
Привлекательный фасад и внушительный внешний вид — отражение важной роли морской торговли в экономике Выборга конца XIX века. Выборгский порт с учётом транзитной торговли занимал по товарообороту первое место в Великом княжестве Финляндском, соперничая с Гельсингфорсом и Або. В этот период Выборгская таможня приносила доход в размере двух миллионов финляндских марок в год. С 1901 года таможня официально заняла часть помещений здания, и с этого времени вход украшали щит с изображением государственного герба и ведомственный таможенный флаг, который поднимался и опускался при начале и окончании ежедневных работ. Расположение здания у причала обеспечивало быстрое и удобное производство операций по таможенному досмотру, погрузке и разгрузке товаров. Непосредственно к пакгаузам по набережной от Выборгского вокзала была подведена железнодорожная ветка Финляндской железной дороги.
В время боевых действий советско-финских войн (1939—1944) здание сильно пострадало. Особенно большой ущерб был нанесён в ходе Великой Отечественной войны, когда была утрачена высокая крыша с башенками и круглыми окошками, а также ряд других декоративных элементов фасада. Силуэт здания был искажён в ходе послевоенного ремонта. 
Выборгская таможня, после войны некоторое время занимавшая помещения в соседнем доме, в здание управления порта так и не вернулась. Но по инициативе таможенников в рамках празднования тридцатилетия Федеральной таможенной службы в 2021 году у входа в здание установлен памятный знак с символикой российской таможенной службы, включающий расположенные накрест факел и кадуцей золотистого цвета на зелёном геральдическом щите. В торжественной церемонии приняли участие заместитель руководителя ФТС России, начальник Выборгской таможни и представители администрации Выборгского района.

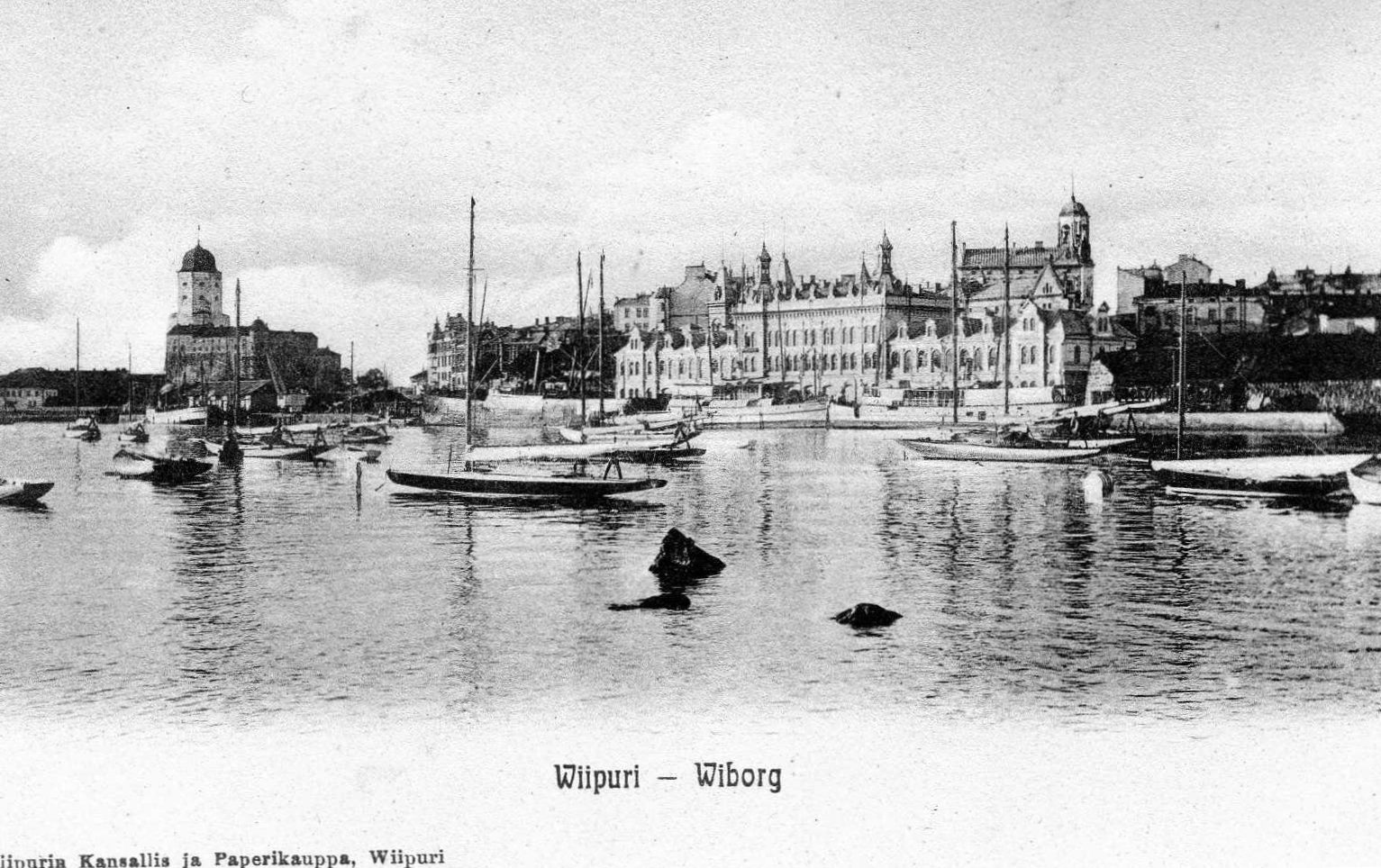
Морская панорама Выборга в начале XX века
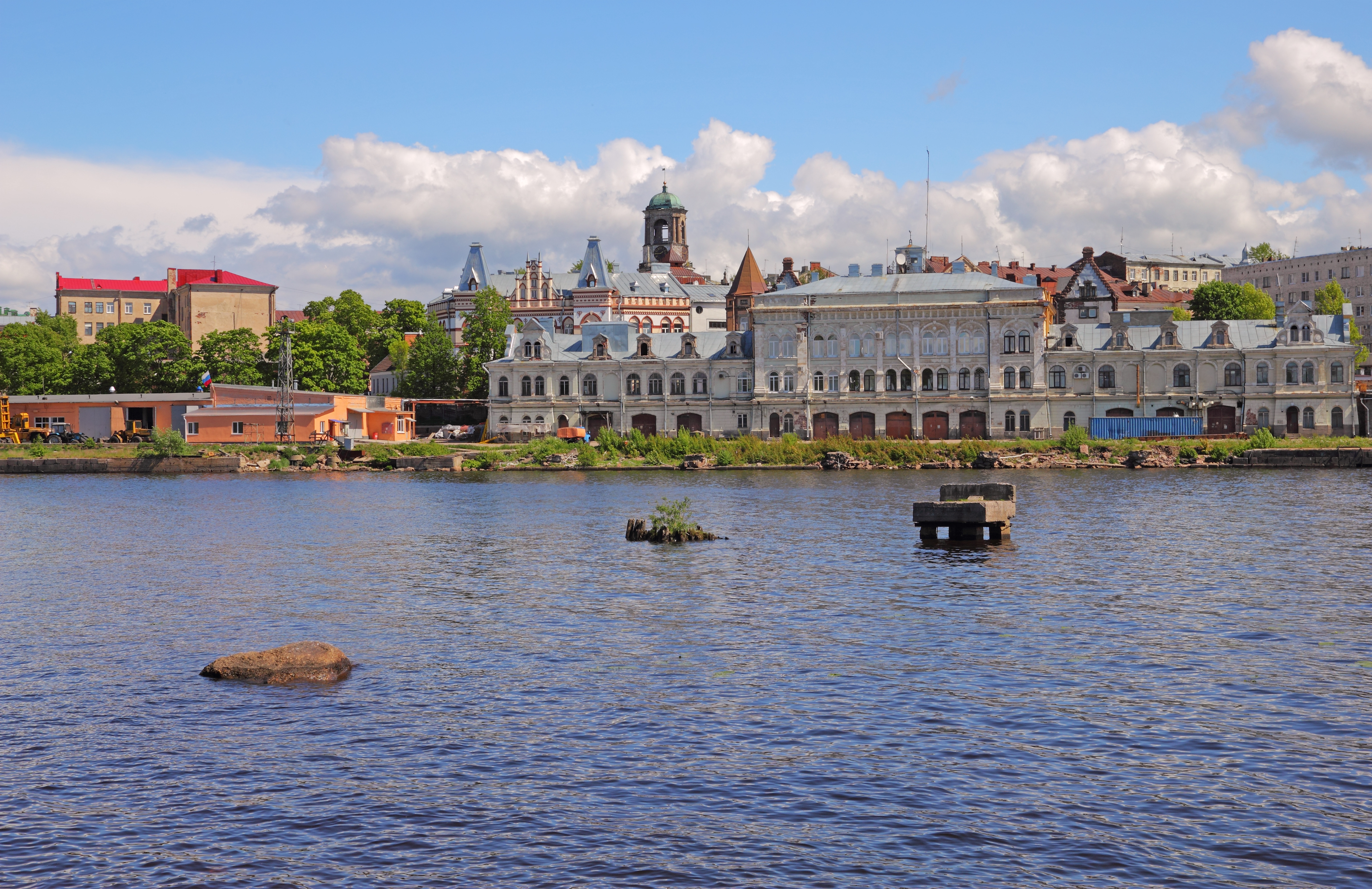
В 2012 году
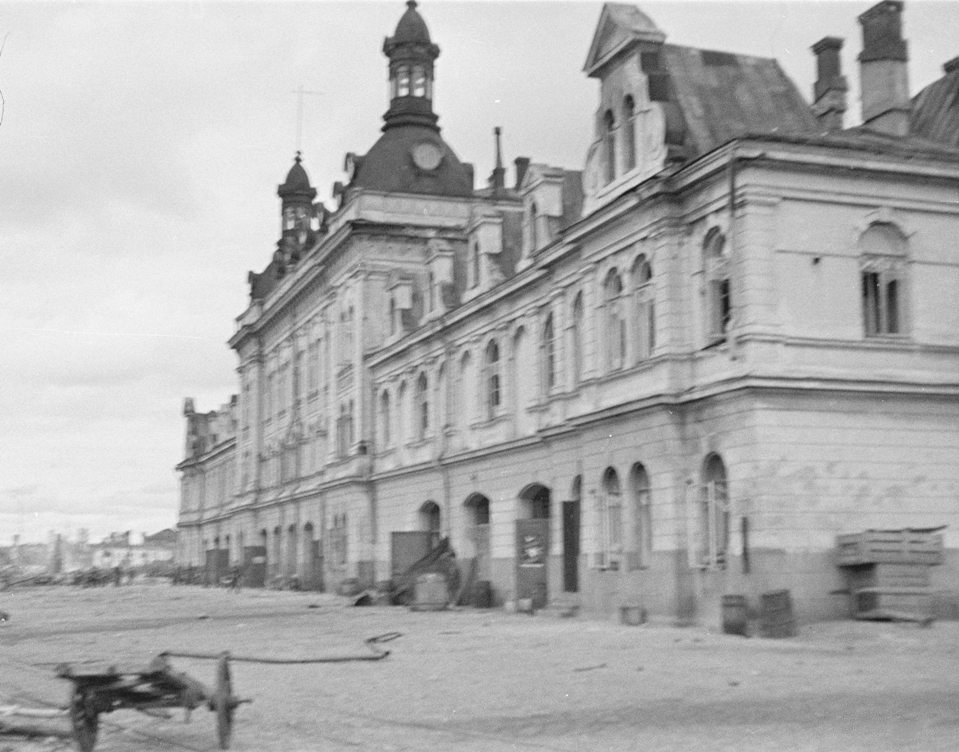
Вид с причала в 1941 году
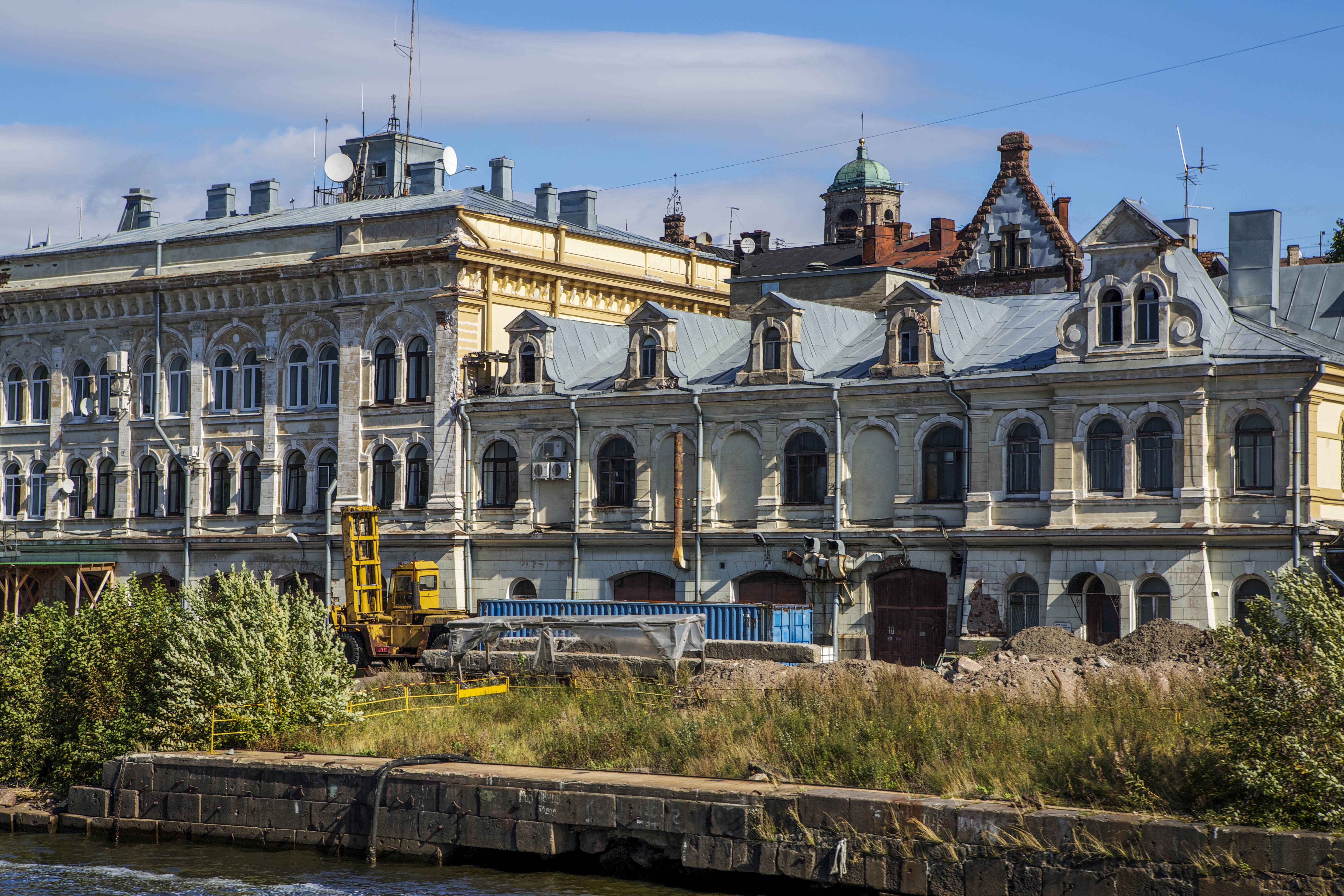
Вид с причала в 2014 году
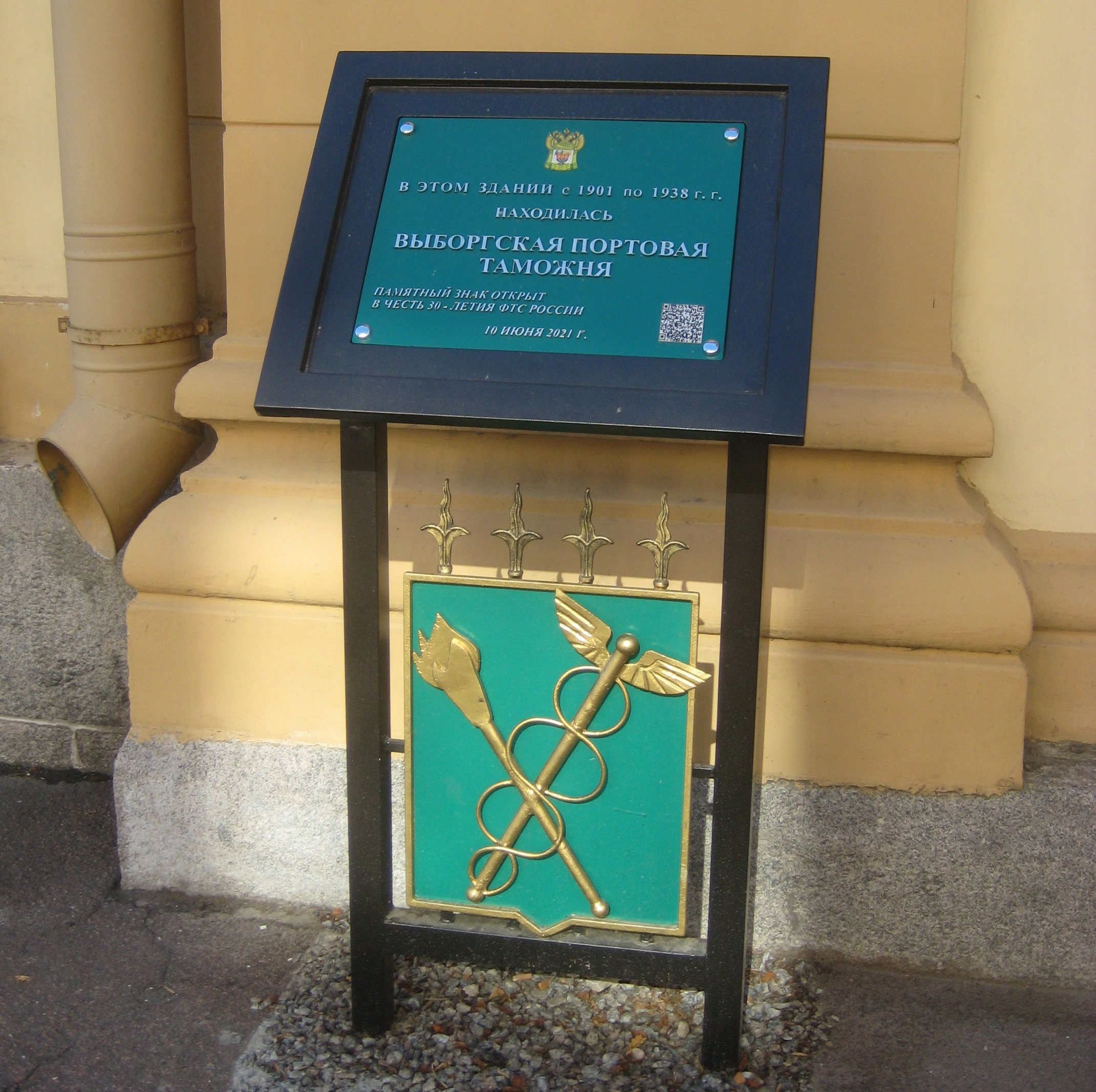
Памятный знак в 2021 году